# Richard Surland
Richard Surland (também Surlond) (falecido em 20 de agosto de 1509) foi um cónego de Windsor de 1488 a 1509.

## Carreira
Ele foi nomeado:
- Reitor de São Pedro ad Vincula, Torre de Londres de 1486 a 1509
- Mestre do Hospital Santo Antônio[2]
- Sub-reitor da Capela Real
- Prebendário de Ruscomb na Catedral de Salisbury 1503

Ele foi nomeado para a nona bancada na Capela de São Jorge, Castelo de Windsor, em 1488, posição que ocupou até 1509.
Um memorial em bronze foi instalado na capela de são Jorge, em Windsor, em sua memória, tendo sido esboçado por volta de 1610 por Nicholas Charles; atualmente a peça está perdida.